# Herbert Peiper
Herbert Peiper (* 1. November 1890 in Greifswald; † 1. September 1952 in Sankt Goar) war ein deutscher Chirurg und Hochschullehrer.

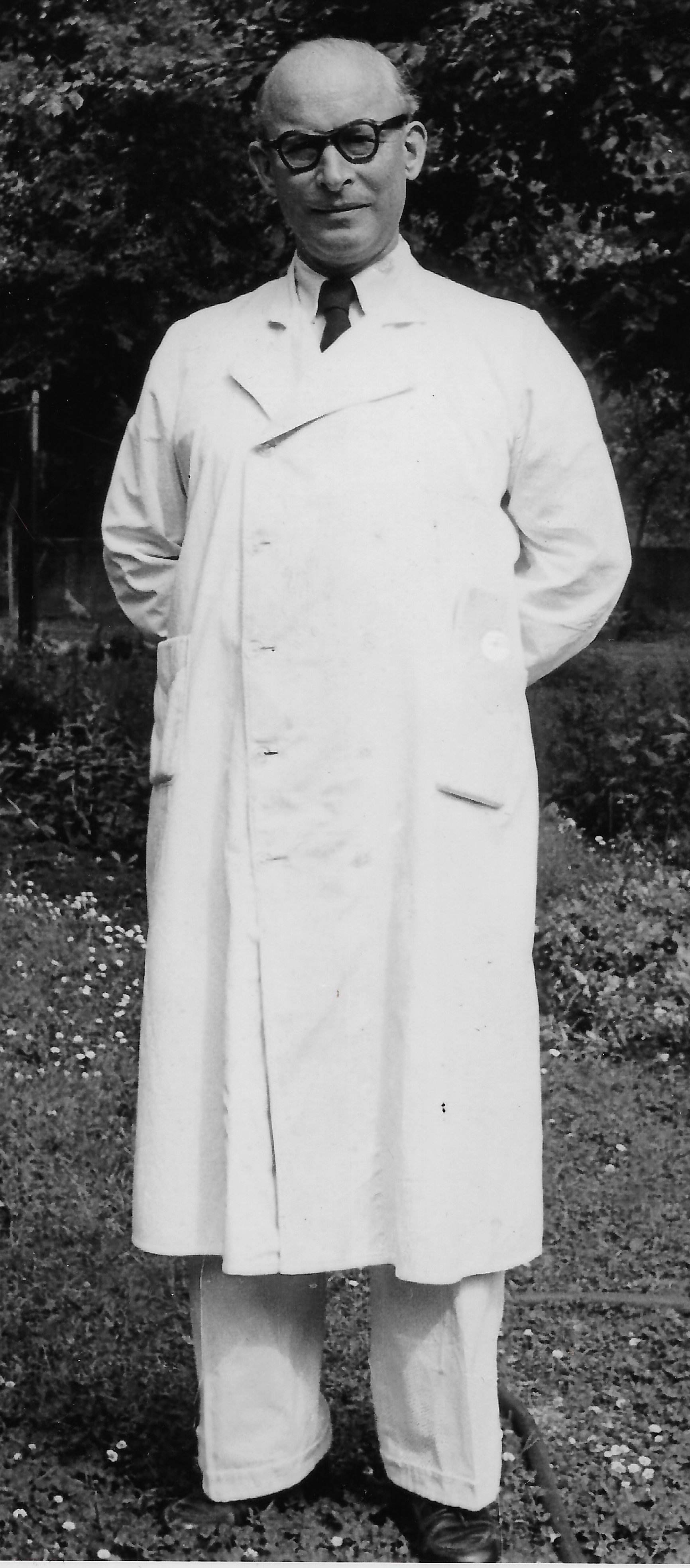

## Leben
Peiper war der Sohn von Erich Peiper und Anna Schirmer, der Tochter von Rudolf Schirmer. Nach dem Abitur (1909)  studierte er Medizin an der Albert-Ludwigs-Universität Freiburg, der Ludwig-Maximilians-Universität München (1912) und der Königlichen Universität zu Greifswald (1913). Am 14. Februar 1914 wurde er zum Dr. med. promoviert. Mit Beginn des Ersten Weltkriegs wurde er am 2. August 1914 zum Deutschen Heer einberufen. Nach Kriegsende begann er im Jahr 1919 die chirurgische Ausbildung bei Victor Schmieden an der Friedrichs-Universität Halle. Mit Schmieden wechselte er 1920 an die Johann Wolfgang Goethe-Universität Frankfurt am Main. 1922/23 folgten Studienaufenthalte in den Vereinigten Staaten, unter anderem bei George Washington Crile und Harvey Cushing. Als Begründer der Myelografie habilitierte er sich im Jahr 1925. 1930 wurde er zum a.o. Professor für Chirurgie ernannt. Im Jahr 1933 erhielt er einen Lehrauftrag für Unfallheilkunde und Unfallbegutachtung.
Zum 1. April 1933 trat er der NSDAP bei (Mitgliedsnummer 1.829.243). Von 1933 bis 1935 war er Mitglied im Sanitätsdienst der SS.
Ab 1934 war er Direktor der Zweiten und später der Ersten Chirurgischen Abteilung des Städtischen Krankenhauses Berlin-Charlottenburg (Westend-Krankenhaus). Zugleich übernahm er eine a.o. Professur an der Friedrich-Wilhelms-Universität zu Berlin. Nach Beginn des Zweiten Weltkrieges wurde Peiper eingezogen und als Beratender Chirurg tätig. Schließlich war er als Leitender Arzt und Oberstarzt für die gesamte Versorgung der Hirn- und Rückenmarksverletzten des Heeres zuständig. Er erhielt das Kriegsverdienstkreuz I. Klasse u. a. für die Einführung seiner „Schwammtamponade“, die die sehr hohe Sterblichkeit bei infizierten Hirnschüsse drastisch senkte. Auf diese Untersuchungen geht letztlich die heute in der Behandlung von Problemwunden gebräuchliche sog. Vakuumtherapie zurück. Nach dem Krieg erhielt er im Jahr 1946 neben einer Anfrage zur Übernahme der Chefarztposition in Lübeck einen Ruf auf den Lehrstuhl für Chirurgie an der wieder gegründeten Johannes Gutenberg-Universität Mainz. 1952 wurde Peiper als in die Leopoldina berufen. Noch keine 62 Jahre alt, starb er in Sankt Goar.
Verheiratet war Peiper seit dem 23. Juni 1923 mit Erika Diener, die am 16. Juli 1896 in Pforzheim geboren war und einer alten Kaufmannsfamilie entstammte. Mit ihr hatte er vier Kinder: Hans-Jürgen Peiper (geb. 4. Dezember 1925), Birgit Peiper verh. Gräfin Finck von Finckenstein und Ehefrau des Hans-Werner Graf Finck von Finckenstein, Ulf Peiper und Gabriele Peiper verh. Fuhr (19.01.1938–18.02.2023).

## Ehrungen
- Eisernes Kreuz 2. Klasse (4. Dezember 1914)
- Verwundetenabzeichen in Silber
- Eisernes Kreuz 1. Klasse
- Kriegsverdienstkreuz (1939) I. Klasse
- Wahl in die Deutsche Akademie der Naturforscher Leopoldina (1952)[9]

## Publikationen
- Die Myelographie im Dienste der Diagnostik von Erkrankungen des Rückenmarks. Thieme, Leipzig 1926.
- Erkrankungen des Gehirns, des Rückenmarks und der peripheren Nerven. In: Heinz Lossen (Hrsg.): Franz M. Groedels Röntgendiagnostik in der inneren Medizin und ihren Grenzgebieten. 2 Bände (Lehrbuch und Atlas). Lehmann, München 1936.
- Die Behandlung der Schussverletzungen des Gehirns, insbesondere der orbitalen Basisschüsse. Enke, Stuttgart 1944.